# フィリップ・ド・サン＝ポル
フィリップ・ド・サン＝ポル（Philippe de Saint-Pol, 1404年7月25日 - 1430年8月14日）は、サン＝ポル伯、リニー伯（在位：1415年 - 1430年）、のちブラバント公（1427年 - 1430年）。ブラバント公アントワーヌとジャンヌ・ド・サン＝ポルの次男。

## 生涯
3歳の時に母の死によって、兄のジャン（後のジャン4世）とともに母方の祖父ワレラン3世が有していたサン＝ポル伯・リニー伯の共同所有権を得る。1415年に父がアジャンクールの戦いで戦死すると、ジャンがブラバント公位を継承したが、家臣との対立から1420年に亡命に余儀なくされ、フィリップがブリュッセルに入って総督、後に摂政に就任したが、兄に代わって公位に就くことは肯んじなかった。だが、1427年に復帰した兄が没するとブラバント公を継承した。
1430年、26歳で急死した。ナポリの対立王であったルイ2世・ダンジューの遺児ヨランドとの婚姻を協議中の突然の死去であり、また馬上試合で巧みな武勇を示すなど、兄のジャン4世と違って病気とは無縁と思われていたために、公位継承を巡る毒殺説も流された。もっとも、現存する記録を見る限りでは、実際にはフィリップは少なくとも前年の5月から重い胃病を抱えており、胃潰瘍や胃癌などの消化器系統の病状悪化が死因と見られている。
嫡子がなかったため（庶子は5人存在したという）、死後は従兄に当たるブルゴーニュのフィリップ善良公がブラバント公を継承したが、母方から継承したサン＝ポル伯とリニー伯はフィリップが公位に就いた時の取り決めによって、母方の大叔母ジャンヌが継承した。